# Cracovia (piłka nożna) w sezonie 1921
Sezon 1921 był drugim sezonem o Mistrzostwo Polski i pierwszym rozstrzygniętym, Cracovia zdobyła mistrzostwo, stając się pierwszym mistrzem Polski.

## Faza finałowa

### Tabela końcowa
| Poz | Drużyna          | M | W | R | P | G+ | G- | Bilans | Pkt |
| --- | ---------------- | - | - | - | - | -- | -- | ------ | --- |
| 1.  | Cracovia         | 8 | 7 | 1 | 0 | 31 | 7  | +24    | 15  |
| 2.  | Polonia Warszawa | 8 | 5 | 0 | 3 | 13 | 9  | +4     | 10  |
| 3.  | Warta Poznań     | 8 | 3 | 2 | 3 | 14 | 24 | −10    | 8   |
| 4.  | Pogoń Lwów       | 8 | 3 | 0 | 5 | 19 | 13 | +6     | 6   |
| 5.  | ŁKS Łódź         | 8 | 0 | 1 | 7 | 7  | 31 | −24    | 1   |

## Wyniki spotkań
| 21 sierpnia 1921 17:30 | Cracovia · Mielech 20' · Kogut 28' · Kotapka 89' | 2 : 0(2:0)Raport | Pogoń Lwów | Stadion Cracovii, Kraków Widzów: 10 000 Sędzia: Karol Bannert (Biała) |
|                        |                                                  |                  |            |                                                                       |

| 28 sierpnia 1921 17:30 | Cracovia · Kogut 5' · Kotapka 9' · Kałuża 15' · Mielech 36', 60' · Cikowski 62' · Gintel 80' (k) | 7 : 1(4:1)Raport | ŁKS Łódź · 16' Lange | Stadion Cracovii, Kraków Widzów: 4000 Sędzia: Andrzej Przeworski (Warszawa) |
|                        |                                                                                                  |                  |                      |                                                                             |

| 4 września 1921 17:00 | Cracovia · Gintel 27' (k) · Kałuża 51', 61' | 3 : 0(1:0)Raport | Polonia Warszawa | Stadion Cracovii, Kraków Widzów: 6000 Sędzia: Marian Bilor (Lwów) |
|                       |                                             |                  |                  |                                                                   |

| 18 września 1921 | Warta Poznań · Kosicki 29' (k) · Einbacher 36' | 2 : 2(2:1)Raport | Cracovia · 32', 77' Kałuża · 89' Gintel | Boisko przy placu Ciętym, Poznań Widzów: 4000 Sędzia: Andrzej Przeworski (Warszawa) |
|                  |                                                |                  |                                         |                                                                                     |

| 25 września 1921 | Polonia Warszawa · Hamburger 81' | 1 : 2(0:1)Raport | Cracovia · 30' Cikowski · 88' Chruściński | Boisko w Parku Sobieskiego na Agrykoli, Warszawa Widzów: 3000 Sędzia: Stanisław Ziemiański (Kraków) |
|                  |                                  |                  |                                           | |

| 16 października 1921 | ŁKS Łódź | 0 : 4(0:1)Raport | Cracovia · 33', 57', 70' (k) Kotapka · 79' (k) Gintel | Boisko przy ulicy Srebrzyńskiej, Łódź Widzów: 4000 Sędzia: Edmund Szyc (Poznań) |
|                      |          |                  |                                                       |                                                                                 |

| 23 października 1921 | Cracovia · Kałuża 5', 78' · Cikowski 14' · Kotapka 35', 66' · Gintel 82' (k) | 6 : 1(3:0)Raport | Warta Poznań · 86' Einbacher | Stadion Cracovii, Kraków Widzów: 6000 Sędzia: kpt. Alfred Konkiewicz (Kraków) |
|                      |                                                                              |                  |                              |                                                                               |

| 30 października 1921 | Pogoń Lwów · Batsch 34' · Wa. Kuchar 39' | 2 : 5(2:3)Raport | Cracovia · 13', 42' Kałuża · 27' Kotapka · 76', 78' Kogut | Park Sportowy, Lwów Widzów: 5000 Sędzia: Adam Obrubański (Kraków) |
|                      |                                          |                  |                                                           |                                                                   |

## Kadra drużyny mistrza Polski

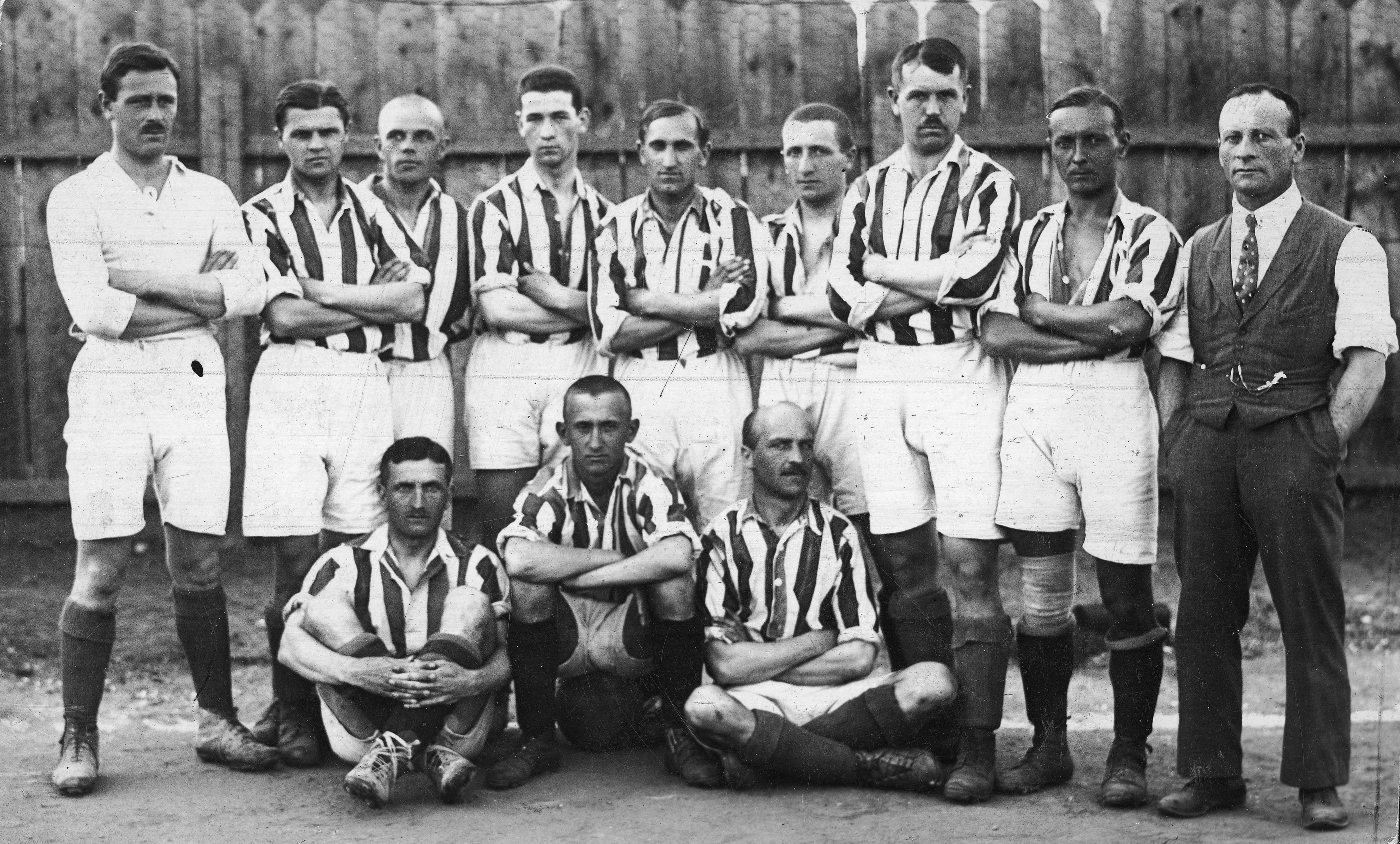
Skład pierwszych mistrzów Polski (1921)

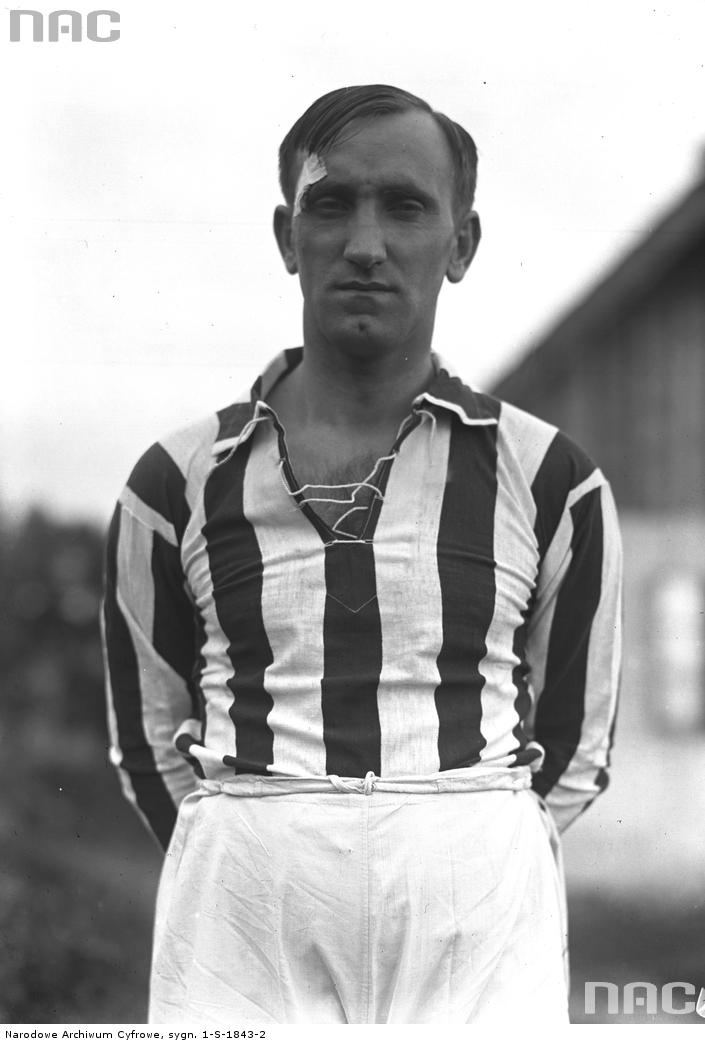
Józef Kałuża – król strzelców w sezonie 1921

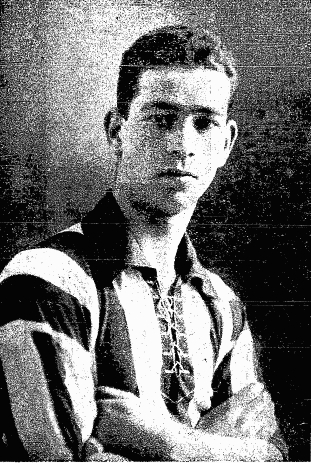
Ludwik Gintel

| Lp.        | Zawodnik            | Mecze | Minuty | Bramki | Data urodzenia |
| ---------- | ------------------- | ----- | ------ | ------ | -------------- |
| Bramkarze  |                     |       |        |        |                |
| 1          | Eugeniusz Latacz    | 1     | 90     | -1     | 2.04.1905      |
| 2          | Stefan Popiel       | 6     | 540    | -4     | 19.05.1896     |
| 3          | Gustaw Rogalski     | 1     | 90     | -2     | 22.06.1887     |
| Obrońcy    |                     |       |        |        |                |
| 4          | Tadeusz Dąbrowski   | 1     | 90     | 0      | 18.10.1894     |
| 5          | Stefan Fryc         | 8     | 720    | 0      | 19.08.1894     |
| 6          | Ludwik Gintel       | 8     | 720    | 4      | 26.09.1899     |
| Pomocnicy  |                     |       |        |        |                |
| 7          | Zygmunt Chruściński | 3     | 270    | 1      | 17.02.1899     |
| 8          | Stanisław Cikowski  | 8     | 720    | 3      | 14.02.1899     |
| 9          | Zdzisław Styczeń    | 8     | 720    | 0      | 16.10.1894     |
| 10         | Tadeusz Synowiec    | 8     | 720    | 0      | 11.11.1889     |
| Napastnicy |                     |       |        |        |                |
| 11         | Józef Kałuża        | 8     | 720    | 9      | 11.02.1896     |
| 12         | Adam Kogut          | 6     | 540    | 4      | 4.12.1895      |
| 13         | Bolesław Kotapka    | 6     | 540    | 7      | 24.10.1898     |
| 14         | Henryk Limanowski   | 1     | 90     | 0      | 9.07.1903      |
| 15         | Stanisław Mielech   | 7     | 630    | 3      | 29.04.1894     |
| 16         | Gustaw Nowak        | 1     | 90     | 0      | 7.10.1904      |
| 17         | Leon Sperling       | 7     | 630    | 0      | 7.08.1900      |
| Trener:    |                     |       |        |        |                |
| T          | Imre Pozsonyi       | 8     | 0      | 0      | 12.12.1880     |